# Sinacidia flexuosa
Sinacidia flexuosa är en tvåvingeart som först beskrevs av Zia 1938.  Sinacidia flexuosa ingår i släktet Sinacidia och familjen borrflugor. Inga underarter finns listade i Catalogue of Life.